# Sremski Karlovci
Sremski Karlovci (Servisch: Сремски Карловци, Kroatisch: Srijemski Karlovci, Hongaars: Karlóca) is een gemeente in het Servische district Zuid-Bačka.
Sremski Karlovci telt 8.839 inwoners (2002). De oppervlakte bedraagt 51 km², de bevolkingsdichtheid is 173,3 inwoners per km².

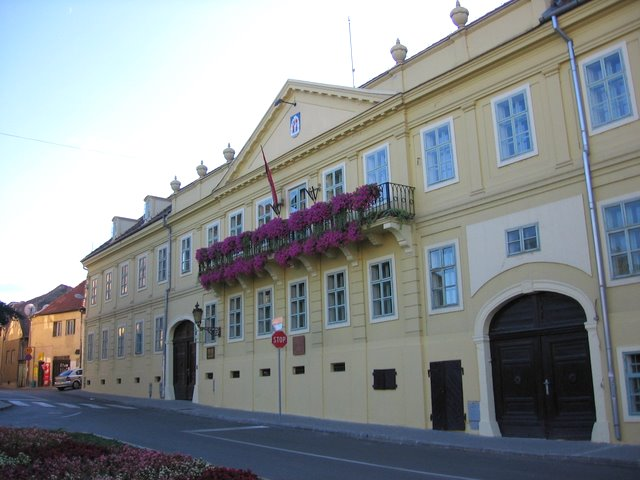
Stadhuis van Sremski Karlovci

In deze plaats werd de Russisch-orthodoxe Kerk in het Buitenland opgericht.